# David Friefeldt
David Friefeldt (Estocolmo, 3 de novembro de 1889 - Estocolmo, 1 de agosto de 1978) foi um pintor heráldica sueco.

## Biografia
Formou-se em Althing, onde seguiu cursos da escola de pintura. Mais tarde tirou cursos na escola de engenharia de Estocolmo (de 1904 a 1908), e estudaria também no estrangeiro.
Pintou paisagens, naturezas mortas e retratos.
Ficou conhecido como pintor para a Sua Majestade. Numerosas obras suas estão na sala de cavaleiros do Palácio de Estocolmo.